# Игра у двоје
„Игра у двоје“ је југословенски филм из 1978. године. Режирао га је Петар Шарчевић, а сценарио је писао Тито Строци.

## Улоге
| Глумац            | Улога |
| ----------------- | ----- |
| Светлана Бојковић |       |
| Борис Бузанчић    |       |